# Eparchia karasucka
Eparchia karasucka – jedna z eparchii Rosyjskiego Kościoła Prawosławnego, z siedzibą w Karasuku. Należy do metropolii nowosybirskiej.
Erygowana przez Święty Synod Rosyjskiego Kościoła Prawosławnego 28 grudnia 2011 poprzez wydzielenie z eparchii nowosybirskiej i berdskiej. Obejmuje terytorium części rejonów obwodu nowosybirskiego. Nominację na jej pierwszego ordynariusza otrzymał ihumen Filip (Nowikow); urząd objął po swojej chirotonii biskupiej 11 marca 2012.
W 2016 skład eparchii wchodziło 40 parafii, zgrupowanych w trzech dekanatach: centralnym, północnym i wschodnim. Działały też dwa monastery: męski św. Arcystratega Bożego Michała w Kozysze oraz żeński św. Michała Archanioła w Małoirmience.